# San José de Suaita

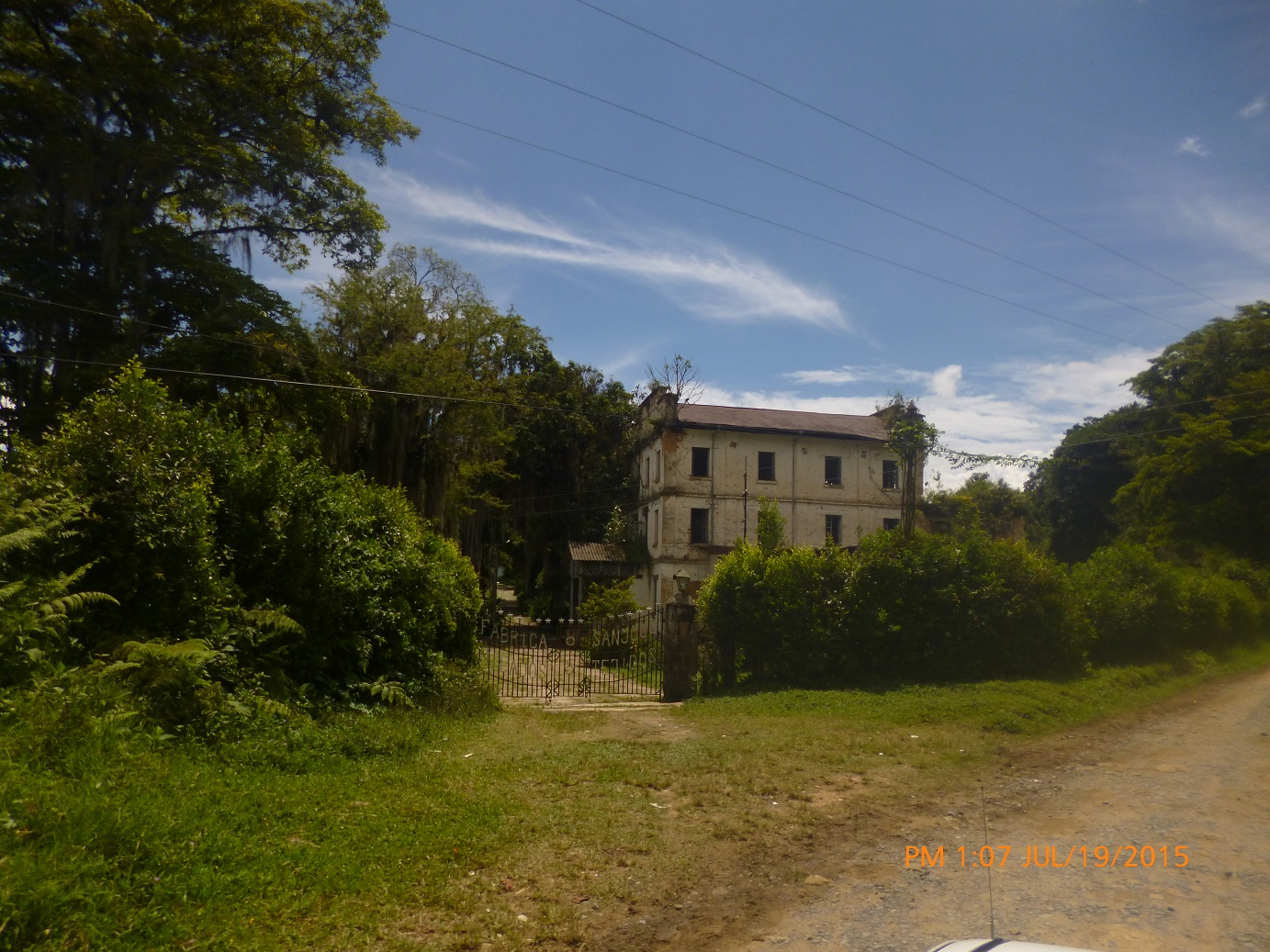
Ruinas fabrica de hilados y tejidos

San José de Suaita es un centro poblado del municipio de Suaita ubicado en el departamento de Santander (Colombia) en el territorio de la Hoya del río Suárez.

## Ubicación
San José de Suaita está ubicado sobre la Cordillera Oriental colombiana, a 240 km de Bogotá, la capital de Colombia; 196,8 km al sur de Bucaramanga, (Capital del departamento de Santander); y a 8,3 km al norte de la cabecera municipal. Formalmente elevado a la categoría de centro poblado en 1924 por Acuerdo No. 003 del Concejo municipal de Suaita, este pueblo conserva las ruinas de la fábrica de hilados y tejidos "San José de Suaita", antiguo complejo agroindustrial creado en 1908 en la propiedad de la familia Caballero Barrera, una de las familias más importantes de la vida política colombiana de finales del siglo XIX y comienzos del XX.

Formado a modo de ghetto industrial, el cual se advierte por una serie de edificaciones obreras y administrativas perfectamente pensadas, y rodeado por cientos de viviendas con amplios solares, la formación urbanística de San José de Suaita se llevó a cabo influida por la irregularidad del terreno. Al sur de la localidad se ubica el Barrio El Pomarrosal, al norte del pueblo las ruinas de la fábrica de hilados y tejidos "San José de Suaita" y por esa vía se encuentra su principal punto turístico, la Cascada de Los Caballero, una enorme pared de agua de casi cien metros, ubicada en una zona de muy fácil acceso. 

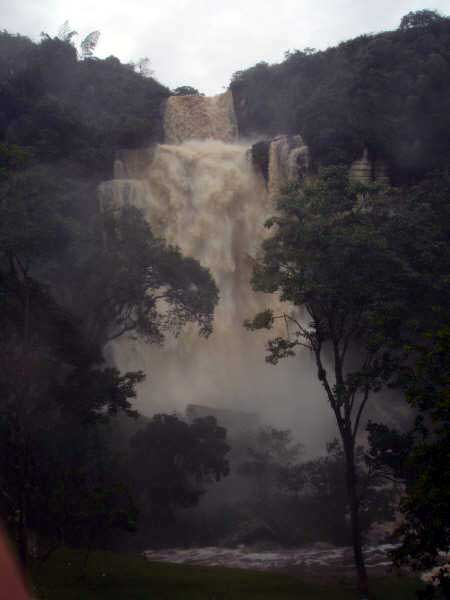
Cascada de los Caballeros

### Límites
- al norte con el municipio de Guadalupe.[1]
- al occidente con el municipio de San Benito.
- al oriente con el centro poblado Olival.
- al sur con el municipio de Suaita.

### Llegada
Es necesario ubicarse en la carretera nacional 45A. Así, se llega al punto Vado Real, un pequeño centro poblado esparcido a lo largo de toda la vía, ubicado a tan solo unos metros del río que separa Boyacá y Santander (km 104,5). A él se llega después de pasar el municipio de Santana (Boyacá), si se viene en dirección sur a norte, o sea, si viene de Bogotá, Tunja o Barbosa. Por el contrario, si viene de norte a sur, de Bucaramanga, Socorro u Oiba, se encontrará este pueblo luego de pasar el centro poblado de Olival. 
En Vado Real, se gira hacia la carretera pavimentada que conduce al municipio de Suaita, y una vez allí, se pueden escoger dos opciones, la primera es tomar una carretera de casi 45º de inclinación conocida como el alto, recomendada sólo para camperos; la segunda, es tomar por la carretera principal teniendo cuidado de no girar a la izquierda en el punto llamado el "ramal". El día 1 de julio de 2012 se dio apertura de la carretera pavimentada, obra gestionada por el exgobernador de Santander. Dr. Horacio Serpa Uribe.

Ubicación de San José de Suaita en el municipio de Suaita.

## Demografía

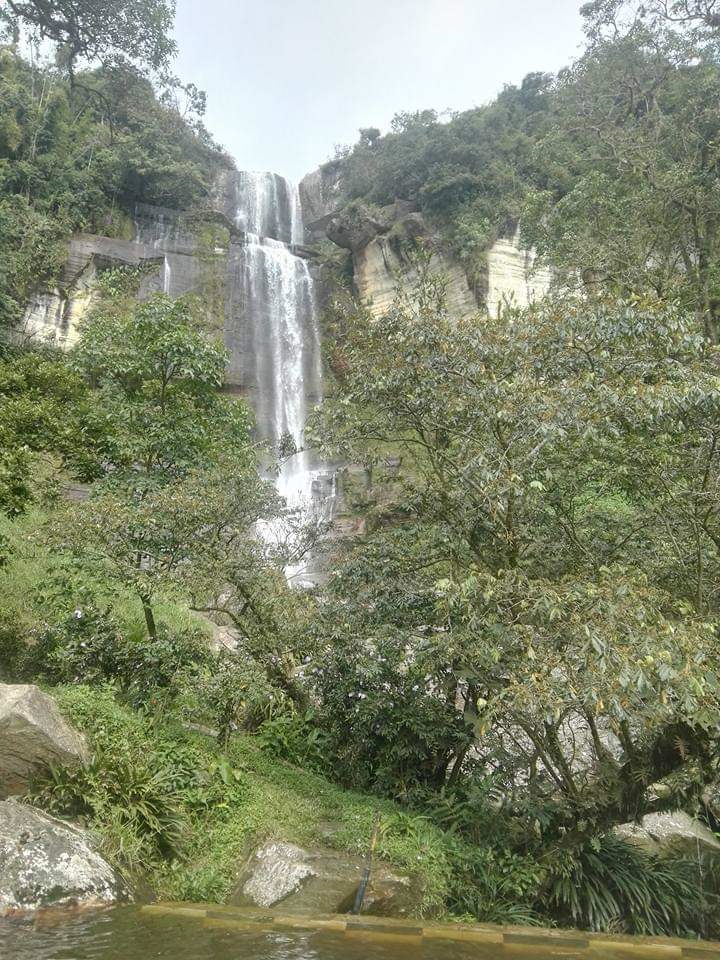
Cascadas de San José ubicadas alrededor del centro poblado

### Antecedentes precolombinos
De acuerdo con los estudios económicos y sociales del historiador colombiano Luís Eduardo Nieto Arteta, trabajos estos de alta estima en Colombia, los indígenas en Santander fueron completamente exterminados, siguiendo un camino muy distinto al ocurrido en el altiplano o región cundiboyacense y en general al del resto del país, donde los líderes indígenas pro-españoles fueron reclutados para favorecer la transición cultural y la explotación española. De los indios guanes, brazo de la familia chibcha, San José de Suaita solo conserva la palabra "Suaita" que significa "Jardín del Sol, el cual no deja de ser discutido, ya que no es totalmente claro el verdadero origen de esta palabra, por cuanto los registros de esta familia desaparecieron tan rápido como sus gentes, tanto que para 1548, solo 8 años después que Martín Galeano organizara la primera incursión al territorio guane desde Vélez (1540), se contaban menos 1.600 indígenas, quienes muy pronto fueron abatidos por el sarampión, la viruela, el trabajo forzado y las guerras en la conquista, noticia ésta que fue registrada en algunos documentos parroquiales de la época. Paralela a la idea del origen muisca de la palabra suaita, también existe la creencia que la palabra se deriva de la tangencial influencia alemana y en especial del pueblo suevo que actualmente reside en la región de "suabia" y en el noroeste de España, aspecto que contrasta con la simbología heráldica valenciana o catalana presente en su bandera y escudo (rayas rojas y amarillas), pueblo que se sitúa al nordeste de España.
Actualmente se estima que en el punto de unión entre los municipios de Suaita (centro poblado Olival) y el municipio de Oiba, existen grandes yacimientos arqueológicos pertenecientes a la cultura "guane", de donde se cree se puede obtener algunas respuestas culturales, aunque estas afirmaciones, solo se conocen de manera soterrada, lo cual ha dado como resultado la apertura de un expediente en la fiscalía de Suaita para indagar el origen de unas piezas mantenidas en custodia por el "Museo Tomás Vargas Osorio". De cualquier manera, la información puede ser no confiable, pues lo que si resulta cierto, es que tanto en Oiba como en algunas partes de Encino, municipios vecinos de Suaita, existen grandes yacimientos de caolín, material para crear cerámicas, recurso que bien puede ser aprovechado por inescrupulosos para atraer incautos y timarlos.

### Época colonial
Dada la importancia que la región tuvo para la recién fundada Colombia y en especial el Socorro, capital de la Provincia Comunera, región de la que hace parte San José de Suaita y la que fuera la segunda ciudad de Colombia en el siglo XIX, el predominio del criollo español fue especialmente evidente al lado de algunos comerciantes alemanes y estadounidenses ávidos del comercio del tabaco y el desarrollo de obras civiles. La convivencia entre estos grupos étnicos y la llegada de algunos mestizos de la región de Boyacá y el Tolima, dio como resultado el predominio de hombres y mujeres con características propias y bravías como la tierra que les vio nacer, cuna de grandes estirpes y de honorables personajes.

### Población
El pueblo, de San José de Suaita alberga un número de 323 residentes en el área urbana y 989 habitantes en la parte rural. En promedio existen unas 280 edificaciones, la mayoría de ellas dejadas como sitio de veraneo por sus dueños que viven en las ciudades. El 40,2% de los hogares está habitado por menores de 18 años; el 59,8% son hogares de una pareja, y el 9,2 % son de hogares con personas de más de 65 años. El promedio de miembros de un grupo familiar es de 4,35.

## Historia

### Fábricas de San José de Suaita
Fundada en la región más próspera y poblada de la historia decimonónica de Colombia, San José de Suaita como latifundio, fue un antiguo bastión de la familia Caballero desde tiempos de la independencia, lo mismo que Silvania en Cundinamarca o Tipacoque en Boyacá, prueba de ello proviene del mismo expresidente  Alfonso López Michelsen, de cuyo matrimonio con Cecilia Caballero le permitiera un lugar importante para develar en su libro-entrevista "Palabras pendientes" cómo fuera el proceso de titularización de aquellos predios, al menos el de Tipacoque, el cual se surtió a través de un proceso de adquisición de dominio por prescripción. Casi con seguridad, el único hecho digno de mención antes del siglo XX, es que la vieja casona, en la que funcionó la administración de la empresa, fue levantada en 1775, y que gozó de cierta inmunidad política al final de la época de colonia española, potencia menguada ante los hechos de la revolución francesa.
La historia de San José comienza con el desarrollo del proyecto agroindustrial de comienzos del siglo XX. Esta tierra, considerada hasta los años 1940 como una de las mejores para el cultivo del algodón, material que fuera altamente estimado como tributo en las primeras empresas colonizadoras, le sirvió a don Lucas Caballero y sus hermanos (Alfredo, Julio y Carlos Alberto) para decidirse a instalar un gran complejo textil en lo que fuera una fábrica de chocolates, licores, refinería de azúcar y molinos de trigo "Caballero hermanos", creada en 1908 sobre tierras que prometían un alto potencial hidroeléctrico, el cual era uno de los principales objetivos del gobierno de Rafael Reyes Prieto cuyas políticas para favorecer la industria incluían el que ellas mismas fueran capaces de proveerse su propia energía (Dec/Leg No. 15, 27 y 46 de 1905) al tiempo que el gobierno favorecía la industria mediante la entregaba subsidios, eliminaba por unos años los impuestos para la importación de maquinaria industrial, resolvía la política monetaria que venía de una crisis en 1904, y organizaba el crédito internacional mediante el tratado Averbury-Holguín (1905), tratado éste que permitió sanear la deuda externa y desarrollar la industria textil en varias regiones de Colombia. La apertura de las fábricas en 1908, es un hecho cierto que desvirtúa aquellos comentarios de que la protesta social y artesanal conocida como "Pico del Oro" (1879) fuera sostenida en contra de los intereses extranjeros y las políticas de libre mercado por los habitantes de esta región, situación muy distinta a la que se dio cuando Lucas Caballero Barrera se involucró de hecho en la "guerra de los mil días" aportando peones de su hacienda en Suaita para luchar contra las tropas del gobierno en la batalla de "Palonegro", la cual le granjeó su posición como militar. (Revista Análisis Político No. 32 mayo/ago 1999, p. 84.)
En 1912, el general liberal Lucas Caballero Barrera, abogado, firmante de la "Paz de Wisconsin" (1902) y ministro de hacienda del presidente Reyes, administración ésta conocida como la era de la industrialización en Colombia, adquirió un préstamo para fundar la empresa textil, convenciendo de su viabilidad a banqueros Franco-Belgas con quienes pactaron un mutuo comercial para sacar adelante el proyecto. Más tarde, un segundo préstamo fue necesario para superar algunos obstáculos financieros y el traslado de tamaña maquinaria desde Norteamérica, dineros estos que fueron desembolsados a condición que los bancos se encargaran de la administración de la empresa, la cual desde entonces y hasta 1944 pasó a llamarse "Sociedad Industrial Franco Belga" (SIFB), por lo que la creación de la empresa debió surtirse en Amberes, Bélgica, para prevenir entre otros asuntos, algunas imposiciones tributarias colombianas. De esta época aún se conserva en la tradición popular las hazañas para el embarque de las máquinas y su paso por el río Magdalena y la Laguna de Fúquene, como testimonio de la fuerte determinación de Lucas Caballero Barrera.
En 1938 como parte de una estrategia para recuperar el dominio sobre los asuntos de la sociedad, Don Lucas Caballero demanda la caducidad del pacto que fijaba la administración en manos de los bancos europeos, y sus gerentes como el señor Pierre Vaanderplasse, quienes lograron dicha ventaja a pesar de que solo eran dueños del 40% de la compañía. Sin embargo, esta tarea no sería fácil, Caballero no solo debió pelear contra los intereses extranjeros, también lo hizo contra la jurisprudencia dominante de aquel entonces, en la que se decía que los juzgados colombianos no tenían potestad para resolver los litigios relacionados con empresas creadas en el exterior. La pelea así planteada fue muy desigual, tanto que hasta la misma dirigencia local prefirió alinearse con el capital foráneo, situación que ofendió a Caballero, quien debió dejar por escrito en varios periódicos nacionales la explicación de su posición; tremenda ironía, si se tiene que Lucas Caballero fue presidente de la academia nacional de jurisprudencia en el despertar del siglo XX. Entre tanto, el administrador de la fábrica, el Barón Christian Du Rivau, hombre famoso por sus excentricidades y amante de las reuniones sociales, en especial con la élite libanesa instalada en Bucaramanga después del derrumbe del Imperio otomano, seguía un plan para mantener el control de la empresa textil, anunciando ante la prensa, la adopción de inmejorables beneficios sociales. Du rivau informó la construcción de un hospital "Christian Du Rivao", una sala cuna "Magdalena Caballero", un teatro, salón de lectura, una escuela (Agustín Nieto Caballero), y la observancia de manuales de seguridad industrial. Lo que no decía, era que éste aspiraba a obtener la recompensa económica, la cual fue fijada por el gobierno de Santander para la primera empresa textil que se fundara en este departamento.
Aparte del problema jurídico, el tema que más preocupó en este período fue el declive del cultivo del algodón, producido por el desgaste de sus suelos, hecho que supuso el fin del anacrónico sistema de aparcería, que nada tenía que hacer frente a la competencia japonesa, y la competitividad de las cosechas de otras regiones colombianas como las provenientes del Tolima y el Cesar. Dicho revés estratégico de disponibilidad de la materia prima, sumado al incendio de la mayor parte de los cultivos que movilizó a más de 1.000 personas en tres días en 1936, y las nuevas medidas en favor de los obreros, la industria y las limitaciones al latifundismo introducidas por el gobierno de Alfonso López Pumarejo, replantearían las estrategias futuras de la empresa, las cuales debían buscar un desarrollo sostenido en una región donde ni siquiera existían vías de comunicación buenas y estables.
Para la mitad del siglo XX, la sociedad anunció el fin de las obras para reforzar (reconstruir) la represa y así mejorar el abastecimiento del agua en tiempos de verano e incrementar la confiabilidad del recurso en la generación de energía eléctrica (turbina Pelton). La inmejorable situación presentada a los accionistas de la empresa para 1948 no decía mucho del fracaso de los proyectos de fique, el índigo y el cultivo de soya. Al descalabro imaginativo, esa falta de intuición para los negocios que asegure el retorno de la inversión, habría que sumar la orfandad política de los gobiernos nacionales a la hora de proteger la industria nacional textil en las negociaciones comerciales interestatales y al disponer de cargas tributarias tan pesadas para la renta y el consumo del algodón, circunstancias éstas que afectaban directamente a los trabajadores y que precipitaron la gran huelga de 1947, la mayor de la que se tenga noticia hasta hoy, tres meses seguidos de paralización. Con todo, la empresa participó del periodo más próspero de toda la economía nacional del siglo XX, el cual fue producto de las políticas inflacionarias (1942-1951) que permitieron la concentración del capital, al tiempo que exacerbaba los ánimos de los sectores obreros al ver caer el valor real de sus sueldos. Finalmente, en la época de La Violencia, se encuentra registros que siete chulavitas, policías asesinos adscritos al partido conservador y al presidente Laureano Gómez, dominador de las ideas  fascistas en Colombia, azotaron a los tres mil habitantes que residían en San José de Suaita, siendo peculiar el suceso de asedio que sufrió el Señor Lucas Caballero "Klim", famoso crítico y escritor colombiano, quien pudo escapar de un atentado contra él y su esposa Isabel Sierra cuando pasaban vacaciones en la finca de su familia en San José de Suaita.
Los años 1970 vinieron y tanto la crisis mundial de los precios de la energía, el auge de las fibras sintéticas, el ímpetu de las plagas como el gusano rosado  y la inclinación hacia el desmonte industrial en favor de la industria terciaria, junto a mediocres administraciones locales en las que los sindicatos adquirían inconvenientes derechos laborales dada la situación de la empresa, la falta de disciplina laboral y de manejo de los recursos, reflejaron el destino de la compañía. Oscurecida la situación de pagos frente a terceros, la especulación en la bolsa de Bogotá (estratagema usada por algunos miembros de la familia Caballero como fue el sonado caso de la compañía holandesa Handel, dueña del 60% de Bavaria, cuyas acciones fueron objeto de un plan de especulación bursátil por parte de Enrique Caballero Escobar y el expresidente Alfonso López Michelsen durante la invasión nazi a Holanda de la Segunda Guerra Mundial), y el latente cierre de la empresa, pronto los activos movibles comenzaron a ser vendidos como ocurrió con la ganadería del tipo Indu-brasil que se había montado aprovechando la extensión de los terrenos en la meseta. Al cerrarse la década, el número de trabajadores atemorizados por el cierre empezaron a negociar sus derechos laborales cuanto mejor se podía, estrategia inocua para quienes esperaban la reapertura de la empresa, cerrada por una huelga laboral en 1980, y por aquellos pensionados, quienes ilusionados por los treinta millones de pesos que Juan Manuel López Caballero adquiriera a título de préstamo del ministerio de trabajo en el gobierno de Julio César Turbay, creyeron falsamente que servirían para cubrir la mora en los aportes del seguro social.

### Pueblo de San José de Suaita
Al largo transcurso que significó la quiebra (1981) de la fábrica y su consecuente proceso judicial, le siguió un periodo de gran incertidumbre. Gracias al desarrollo urbanístico del pueblo, formado a partir del pago en tierras cercanas al núcleo de la empresa por las cesantías adeudas por la fábrica a sus obreros, la creación del colegio "Inscomercial" en la década de los 70, la Guardería Infantil "El Bosquecillo" fundado por la hermana Clemencia Calle Callejón, la Caja de Crédito Agrario (Sede desde donde se organizaron una serie de hurtos en 1990), Telecom, el Centro de Salud "San José", la casa consistorial, y en fin, gracias al papel decisivo de una espectacular dirigencia política que supo orientar los destinos durante esos 25 años, aunado a los recursos obtenidos de los altos precios de la panela (1995), las cosechas de café y los carteles del ganado, aunque por este último al menos diez negociantes han perdido la vida desde los años ochenta, el pueblo pudo mantenerse hasta ver morir los más de 150 jubilados y recibir la simbólica compensación dada a los cerca de 250 obreros cuando por fin el pleito terminó en segundo remate judicial, adjudicando las tierras bajo un precio modesto a la fundación "San Cipriano," sin alcanzarse un proyecto de partición de tierras como fuera propuesto, y sin que se definiera la responsabilidad del Estado por acción legal elevada ante la Corte Suprema de Justicia por Juan Manuel López C. y su familia, la cual fue destruida en los hechos conocidos como la "Toma del Palacio de Justicia" los días 6 y 7 de noviembre de 1985.
El cierre de la empresa no solo supuso el fin del trabajo para unas trescientas familias que dependían directamente de la empresa, los comerciantes, quienes ya sabían que sucedería con la empresa, gracias a la gestión que ellos pagaron para averiguar el futuro de la fábrica, también sintieron el impacto directamente. Los otrora hábiles negociantes, no pudieron más que cerrar sus negocios, todos sin excepción sufrieron la crisis, algunos que proveían servicios especiales, como la vidriera, las droguerías, o los odontólogos privados (teguas) fueron los primeros en salir, y por último le siguió los encargados de la venta de granos y abarrotes, estos últimos, famosos por elaborar un sin fin de dulces y embutidos de cerdo. Al comienzo, la familia fue el refugió de la mayoría de los desempleados, incluso algunas se trasladaron con todos sus miembros hasta Venezuela, donde la situación era más benigna. Sin embargo, tres años más tarde, todo había cambiado; las mujeres, más proclives a sufrir con más rigor aquella miseria, una vez tomaron el destino de sus familias, se hicieron con el mando. A ellas se debe que hoy este pueblo siga en pie, son ellas las que trabajan y reciben los más altos ingresos, tanto que para respaldar un crédito, es mucho más fácil obtenerlo si el hombre dice que es un "M.M." (Marido de maestra). Las mujeres son las que manejan el crédito y los negocios, sin ellas, por ejemplo, sería imposible que existieran las libranzas, método que ha servido a muchos negociantes para vender mercancías a crédito, las cuales se respalda con la garantía del sueldo. Son las mujeres, quienes animadas por continuar algo de la antigua vida cortesana y posición emocional vivida por sus madres durante la época de dominación de la fábrica, apuestan a mercantilizar sus encantos y soñar con maridos del primer mundo, práctica que ha tomado auge a inicios del siglo XXI.
Hoy San José de Suaita es un sitio turístico, buena cuenta de ello lo expresa el número de eventos realizados cada año. Los tiempos de las amenazas de la guerrilla de las FARC y de su posterior repuesta (2003) paramilitar de las AUC (40 Hombres del Bloque comuneros "Cacique Guanentá") el cual coincidió con el año de mayor producción panelera y de sus mejores rendimientos en el eje formado por Suaita, San Benito y Güepsa (2003), ha quedado neutralizada por la agenciosa acción del gobernador de Santander Dr. Hugo Aguilar, quien instaló un grupo de 35 policías en el año(2005)para resguardar el pueblo, sus pobladores y sus bienes (Todavía es confuso si la retirada paramilitar obedeció a una estrategia consentida ante la entrada en vigor del nuevo código penal y el estatuto por el cual se forma la  Corte Penal Internacional de fecha 1 de julio de 2002), quedando claro que lo que sigue en adelante es un ejercicio cooperativo para evitar la suma cero y fomentar el progreso económico y social a partir de los beneficios del trabajo, la solidaridad, el respeto, el estudio, y la agencia o libre determinación responsable, esto último en términos de las propuestas de Amartya Sen y sus aportes para el desarrollo, y así evitar sentimientos como el egoísmo, en donde sea imposible ignorar al "prójimo", y de esta manera procurar consciente y decididamente el bien de todos, aunque sin olvidar el orden extenso de la cooperación, esto es, sabiendo que hay que destinar el excedente de recursos para proveer de bienes y servicios a un número plural de personas de otras zonas de quienes provendrá una mayor riqueza para los josefinos.

## Apunte de historia empresarial
"Historia del proyecto agroindustrial de San José de Suaita" Éste es el nombre del libro que prepara el políglota, sociólogo y antropólogo de la Universidad de la Sorbonne en París (Francia) Dr. Pierre Raymond como parte de un trabajo iniciado en los comienzos de los años ochenta, y que fuera financiado por prestigiosas universidades nacionales e internacionales, entidades gubernamentales y una ONG belga.
Como pionero de la industria en Colombia, San José de Suaita guarda un lugar privilegiado en la historia empresarial de este país. De hecho, un sinnúmero de universidades tales como la Javeriana, Los Andes, Universidad central, Jorge Tadeo Lozano, la Universidad externado de Colombia y la Universidad EAFIT, han utilizado sendos trabajos realizados por el Dr. Pierre Raymond y Beatriz Bayona para analizar el auge y la caída de los cultivos del algodón en Santander, y de otra manera explicar el fracaso modernizador que arranca desde tiempos del quinquenio Reyes. La lectura de este importante trabajo, exige a quien se acerca a ellas, un conocimiento previo de las categorías de análisis de Max Weber y así entender a fondo términos como disciplina obrera o administración, los cuales son recurrentes en la obra. Es importante agregar que, pese a usarse tipos ideales como el que se tiene para describir la burocracia del tipo racional legal, ellos son muy importantes, pues ubican al lector dentro de un esquema en donde se compara los burdos hechos con el objeto ideal, objeto éste que ha sido defendido por Charles Perrow a propósito de la experiencia norteamericana.
Para conocer más sobre la historia de San José de Suaita, se recomienda en especial, el artículo titulado "De la utopía a la agonía: Historia del fracaso de una inversión industrial pionera en Santander (1907-1980)" escrito por Pierre Raymond en Empresas y empresarios en la historia de Colombia, siglos XIX-XX, (Compilador Carlos Dávila). En este artículo, se describe el carácter y la visión empresarial de Lucas Caballero Barrera, un hombre cuyo pecado, fue el de intentar materializar un sueño de modernidad industrial en estas latitudes sin calcular las limitaciones culturales de su entorno. Lo curioso, o tal vez, lo simpático, es que este mismo argumento, se parece al informe cifrado de los servicios secretos de los Estados Unidos en vísperas del Bogotazo, el cual parece describir muy bien al colombiano, y en el que se dice: "en Colombia se pone a prueba un pueblo terco, orgulloso y apasionado que se desgarra entre su firme creencia en la superioridad de su tradición de su raza y el avergonzado reconocimiento de su incapacidad innata para enfrentar las exigencias de la sociedad moderna". Esta comedia, la cual revisa la personalidad de Lucas Caballero Barrera, no tiene nada de "divina", para ponerlo en términos de la novela de Dante Alighieri, sino que se inserta en una lógica de eterno y fastidioso atraso, un submundo anormal, en donde los desafortunados habitantes de este pueblo viven como seres amorfos, sin rumbo ni futuro, condenados a fuerza por su maldita incompetencia.
La confrontación de las muy diversas explicaciones para entender el fracaso de las empresas de San José de Suaita tropiezan a la hora de buscar sus causas en paralelo al modelo cultural occidental, ellas mismas pueden desembocar en ideas muy contestatarias y llegar a juicios brillantes como los que se encuentran en la "decadencia de Occidente" (Oswald Spengler), o de aquellos estudios realizados bajo la égida del concepto de  Destrucción creativa de Joseph Alois Schumpeter, o tan actuales como es el caso en el "choque de civilizaciones" (Samuel Huntington). Hoy, al igual que antes, es muy crítico descubrir a tiempo cuáles son las desventajas o ventajas al intentar fomentar una empresa, pues queda visto que en Colombia solo prosperan las actividades agrarias o mineras a condición de ser estos simples commodities, esto es, donde es más valioso el producto por el derecho a ser vendido, que por el derecho a ser usado. Un ejemplo histórico, incluso muy cercano a Lucas Caballero es el del presidente Rafael Reyes Prieto, quien luego del fracaso de su aventura por abrir rutas comerciales por el sur de Colombia, el mismo que coincidió con el fin del negocio de la quina, solo hubo de recuperar su fortuna cuando el apetito consumidor de los norteamericanos le abrió campo al banano tropical, el cual años más tarde sería el motivo de cruentas masacres en la costa atlántica, en donde funcionaban verdaderos Estados independientes llamados, no sin razón, "repúblicas bananeras". El ejemplo anterior solo describe una situación que se ha venido dando, se presentó con el caucho, el cannabis, las esmeraldas, el banano, la coca, y se presenta ahora con la palma africana, el carbón, el ferroníquel y el petróleo, hecho que permite un espacio para analizar y repensar la modernidad desde varios puntos de vista, bien sea el económico (econométrico), el sociológico (el estudio del ser de la asociación) y finalmente el político, desde donde se tiene que Lucas Caballero Barrera, además de ser abogado, era un "profesional de la política", en un tiempo donde fue difícil el reparto, la extensión y el control del poder en aquel incipiente Estado colombiano.

## Economía
Los ingresos de la economía de hoy en San José de Suaita provienen principalmente del agro, después que la región en los años '40 del siglo pasado (XX) montara su vocación productora de panela (La FAO la registra como "azúcar no centrifugada") y el cultivo de la caña de azúcar en las zonas más cálidas, la cual transformó los antiguos trapiches y métodos de extracción de azúcar conocidos como pan de azúcar y subproductos como las llamadas "mieles de purga". Así mismo, se produce café que crece bajo sombra, café la mayoría producido orgánicamente y clasificado del tipo "Cachalú", nombre así dado al café especial producido en zonas de bosque andino lluvioso de Encino, Charalá y Oiba, el cual se exporta a Japón donde recibe precios de más de 50 dólares estadounidenses ($ 115.000) por bolsa de 2.000 g, gestión que se realiza bajo el padrinazgo del "Grupo Cachalú" con sede en Oiba, la Fundación Natura, y el CIDAN "Cooperación Internacional para el Desarrollo Andino." También se explotan algunos cultivos de cítricos, hortalizas y tubérculos. Es importante la cría de ganado cebú, el alza de pollos de engorde, y algunos cerdos y camuros destinados al consumo interno, sin que ello represente un modelo de autarquía. Adicionalmente, algunas personas están dedicadas al transporte y otras derivan su sustento de la fundación "San Cipriano" que desarrolla acciones hacia el cuidado de personas especiales, gestionando el financiamiento de proyectos ante entidades gubernamentales y no gubernamentales para mantener el objeto de su misión.
Se cree que para el 2006 en la región, con el montaje de la destilería de alcohol carburante (etanol anhidro desnaturalizado) por parte de "Alcol Río Suárez" en la zona de Güepsa, "vereda la Teja", la cual necesitará al menos 2000 t diarias de caña para ser productiva, por fin empiece a reactivarse el sector panelero que en el momento sufre una seria crisis, con precios de U$ 3 por caja de 40 unidades, se añora los días cuando alcanzó los U$ 7 en 1995, pero ello tendrá que superar primero la falta de una sociedad civil en una región donde son escasos los recursos financieros, la tecnificación del agro y las vías de comunicación; asuntos todos sin resolver y que permiten el establecimiento de actividades de extorsión y robo, en las que los pequeños empresarios-inversionistas agrícolas y los campesinos se ven a sí mismos como víctimas de las estrategias de terror de grupos ampliamente conocidos, quienes con frecuencia son acogidos por altos estamentos de manera cómplice para perpetuar su egoísta statu quo, en una falsa creencia de prosperidad económica bajo la supuesta paz de los armados.
De cualquier manera, el reto panelero es la misma causa de su miseria; sin un verdadero frente económico organizado y con dispositivos legales como la ley 40 de 1990, la producción panelera se cierra caminos cooperativos y agudiza los odios intersectoriales, permitiendo una vía sin tropiezos a los contrabandistas y derretideros de azúcar que son la mayor amenaza del sector, riesgo éste que no se evita ni con marchas como la ocurrida en agosto del 2000; situación aún peor, si se confirma las anunciadas importaciones masivas de azúcar, edulcorantes sintéticos, jarabe de maíz y de panela por mérito del TLC, las cuales se sumarán al contrabando y a las importaciones ya existentes, dejando a los paneleros un panorama desesperanzador. El tema es relevante si se tiene en cuenta que Suaita es el primer productor de panela de la hoya del río Suárez y el segundo en producción de kilogramos por hectárea, después de San Benito que parece tener la tierra más adecuada para la producción de panela (2003). Los datos provienen de la "Secretaría de Agricultura y Desarrollo Rural". (Grupo de Evaluación Sectorial - Umatas de Santander) Ver informe Banco de la República Tablas 1, 2 y 3.
| Municipio  | 1998       | 1999       | 2000       | 2001                      | 2002                      | 2003       |
| ---------- | ---------- | ---------- | ---------- | ------------------------- | ------------------------- | ---------- |
| Suaita     | 58.000 (t) | 20.800 (t) | 58.000 (t) | 84.000 (t)                | 72.000 (t)                | 66.500 (t) |
| Güepsa     | 30.000 (t) | 30.180 (t) | 24.060 (t) | Información no disponible | Información no disponible | 64.243 (t) |
| San Benito | 16.848 (t) | 17.490 (t) | 13.717 (t) | 29.160 (t)                | 33.750 (t)                | 31.350 (t) |

| Municipio  | Total ha | Producción kg/ha | Total producción t | N.º Productores | N.º trapiches |
| ---------- | -------- | ---------------- | ------------------ | --------------- | ------------- |
| Suaita     | 4500     | 15.600           | 60.294             | 280             | 105           |
| Güepsa     | 5254     | 15.000           | 39.000             | 350             | 84            |
| San Benito | 2739     | 16.875           | 42.188             | 340             | 74            |

|                        | 1997        | 1998          | 1999        | 2000        | 2001          | 2002          | 2003          | 2004        | 2005        |
| ---------------------- | ----------- | ------------- | ----------- | ----------- | ------------- | ------------- | ------------- | ----------- | ----------- |
| Panela cuadrada blanca | N.D.        | $ 807 (Jul)   | $ 725 (Mar) | $ 454 (Mar) | $ 722 (Dic)   | $ 1.047 (Sep) | $ 1.113 (Ene) | $ 912 (Feb) | N.D.        |
| Panela Cuadrada morena | N.D.        | N.D.          | N.D.        | $ 649 (Dic) | $ 1.092 (Dic) | $ 1.190 (Feb) | $ 934 (Ene)   | $ 779 (Nov) | $ 792 (Dic) |
| Panelón                | $ 565 (Dic) | $ 1.086 (Sep) | $ 995 (Mar) | $ 733 (Nov) | $ 1.076 (Dic) | $ 1.226 (Abr) | $ 1.009 (Feb) | $ 819 (Ene) | N.D.        |

Paralelamente a los dueños de las explotaciones agropecuarias, el Estado se sitúa como el segundo empleador de la región, encargándose de la salud, la recolección de basuras, y en años pasados de parte del magisterio (ley 60 de 1993) de cuyos menores costos laborales resultaban minúsculos frente a los profesores del orden central (Ver sentencias C-555 de 1994 y C-562 de 1996), quienes devengan elevados sueldos por una tarea, en ocasiones, de menor calidad dado la calificación "media" entregada por el ICFES (2005), destacándose por su pésimo rendimiento (enlace roto disponible en Internet Archive; véase el historial, la primera versión y la última). en áreas como química, en una región que como Santander obtuvo el segundo lugar con mayor promedio nacional, llegando a casos en donde los mismos profesores envían a sus hijos a educar en otros colegios, participan en política o desarrollan actividades privadas, incluso promoviendo el agiotismo, en abierta competencia para el resto de la comunidad que reclama fuentes de empleo dignas y basadas en las ventajas que brinda una buena calidad en la educación y sus nuevos recursos interactivos, que son la mejor alternativa para entrenar los talentos jóvenes y no esperar a que se pierdan. Según los resultados (enlace roto disponible en Internet Archive; véase el historial, la primera versión y la última). reportados por el ICFES, se encuentra que el Inscomercial ha continuado su promedio histórico de calificación media, excepto por el año 2007 en donde la calificación fue baja, notándose una baja sensible en áreas como lenguaje cuyo rendimiento deja mucho que desear y en donde se ensayan pocos estudios para analizar el tema, rescatándose tan solo la tesis de grado denominada  "Diseño metodológico para mejorar la acentuación de palabras en los estudiantes del grado 5o del Instituto Comercial San José de San José de Suaita"
Con la marcha de los planes gubernamentales nacionales y locales, planes dirigidos a la organización del territorio y los recursos naturales como estrategia para vincular a toda su comunidad en el desarrollo social y económico tendiente a encarar la globalización, San José de Suaita hace parte de la Corporación Autónoma Regional de Santander, la cual ha evaluado el diagnóstico y la formulación del plan de ordenamiento territorial del municipio de Suaita mediante auto administrativo 015-01-14-06-01 por el cual se surte concepto técnico con observaciones y recomendaciones; el 694-22-04-02 por el cual se autoriza concertación con la corporación; y resolución 3929-18-1103 que da concepto ambiental, los cuales fueron aprobados mediante acuerdo 001-27-02-04 del Concejo Municipal de Suaita, lo cual ha permitido el desarrollo de los planes como el 2500 para la solución de mejoras en las carreteras terciarias del centro poblado.
Con todo y los problemas de planificación y la creación de juntas locales, los planes siguen un tortuoso camino que, a falta de experiencia buenos son los derroteros y la guía rectora del régimen municipal colombiano, en donde se lee en su art. 117º..."Con el fin de mejorar la prestación de los servicios y asegurar la participación de la ciudadanía en el manejo de los asuntos públicos de carácter local, los concejos podrán dividir sus municipios en... corregimientos en el caso de las zonas rurales. Parágrafo...En los demás municipios (Categorías 5 y 6), los alcaldes diseñarán mecanismos de participación ciudadana a través de los cuales la ciudadanía participe en la solución de sus problemas y necesidades (Exequible C447/1995 (enlace roto disponible en Internet Archive; véase el historial, la primera versión y la última). C.Cnal);" el art. 119º..."En cada una de las comunas o corregimientos habrá una junta administradora local, integrada por no menos de cinco ni más de nueve miembros, elegidos por votación popular para períodos de tres años que deberán coincidir con el período de los concejos municipales (Esto es, son cargos institucionales, no personales);" y el art. 121º según el cual "En las elecciones de Juntas Administradoras Locales, las votaciones se realizarán de conformidad con la reglamentación que expida el Consejo Nacional Electoral siguiendo principios y reglas análogas a los que regulan la elección de concejales.;" tres planteamientos que, por oposición a otros como el infortunado desempeño de los directores de núcleo en lo relacionado con la educación y el entre dicho uso de sus recursos, se presenta como guía a la solución constitucional de lo planeado como estrategias concertadas para el ordenamiento territorial, tal y como fuera establecido en 1991 por el constituyente Orlando Fals Borda.
De llegar a implementarse la "Junta Administradora Local" en San José de Suaita este pasaría a ser Corregimiento, hecho improbable dado el alcance de la sentencia C-447/95, que examinó el artículo 117 de la Ley 136 de 1994, ello equivaldría a ser el arquetipo de la democracia, si se tiene en cuenta el número de habitantes, a tal punto, que quien quiera servir al pueblo no encontrará restricción alguna. Todos en un momento dado pueden ser candidatos elegibles, basta ver si para acceder a este ejercicio político será necesario el sistema de las habas como ocurría en la elección del Consejo o "Bulé" durante el siglo de Pericles. Esta nueva oportunidad de gestión y control de lo público se estrena en el control de los recursos como una nueva alternativa, teniendo como último examen, la aprobación de $ 131.753.310 para la construcción de cuatro aulas y segundo piso del "Inscomercial San José" por parte del FONADE y el Ministerio de Educación Nacional (Convenio No. 194107 Ago/2005.) y la construcción del polideportivo del inscomercial en San José de Suaita con un valor de 600.000.000 millones de pesos. (Marzo de 2007)

## Bienes y servicios
Debido a su origen industrial, cuenta con servicios de energía primero que muchas comarcas en la región. Existen servicios de teléfono, teléfono celular, internet, Wap, gas metano y agua. Tiene tres canchas de baloncesto, un campo de fútbol, y una piscina para niños. Al norte, en la ruta a Guadalupe, se ubica el centro de salud, la inspección de higiene y un consultorio odontológico con rayos X. En la parte Sur-occidental se encuentra el colegio "Inscomercial" y la concentración escolar "San José", la guardería infantil y el ancianato dependiente de la parroquia por comodato. Hay un servicio diario de transportes, mercado público de carnes y granos (En el parque y donde "Don Teo"), un parque central y dos áreas de esparcimiento, servicio postal y restaurantes tradicionales (Doña Belarmina).
El centro poblado cuenta con un manga de ganado con 7 secciones o corrales para el manejo de lotes de 20 cabezas cada uno. Pabellón de sacrificio de reses. Por ser una región cafetera, en el pueblo existe una bodega de café donde se compra y embala el producto.
Se tiene noticia de al menos tres fuentes naturales de agua en el centro poblado. El chorro es la principal y se ubica a 30 m de la plaza de mercado. Cerca del chorro, existe un lugar público acondicionado para el lavado de carros.
| Camino                                        | Longitud |
| San José - San Emigdio - El Caucho            | 4.9      |
| San José de Suaita - San Francisco - La Selva | 2.4      |
| San José de Suaita - La Esperanza             | 7.87     |
| San José de Suaita - La Cueva de Humba        | 0.8      |
| San José de Suaita - El Ortíz                 | 3.8      |
| San José de Suaita - El Caimo - La selva      | 0.9      |
| --------------------------------------------- | -------- |

## Cultura
Suaita y por extensión San José de Suaita es bien conocida como la cuna de la industrialización en Colombia, hecho honroso que permitió la apertura del Museo del Algodón y Fábricas de San José de Suaita a mediados del 2005, el cual contó con la participación del profesor Pierre Raymond, quien a su vez fungió como curador del museo y participante principal en la Relatoría Regional de Cultura Centro Oriente de la  Red nacional de museos celebrada en Bogotá los día 6 y 7 de octubre del 2005. Hoy solo existen dos máquinas que fueron rescatadas por la dirigencia social y política de los años ochenta, quienes las salvaron de su destino como chatarra para ser fundida cuando se vendió junto a la caldera que existía como parte de una decisión maquinada por el sindico para sostener el proceso de liquidación de la fábrica. Fueron ellos quienes albergaron la idea de un museo que finalmente pudo cristalizarse en 2005.

### Fiestas
Ningún otro elemento caracteriza al Josefino o Joseduño como el sentir por sus fiestas. En diciembre comienzas las tradicionales novenas de Navidad las cuales se siguen con la celebración del año nuevo y el festival del verano, este último, famoso por el concurso de "miss tanga"y "miss tanguita", lo mismo que por su evento previo, la prueba de ciclomontañismo que tiene a San José de Suaita como destino final de una carrera de 27 km iniciada en el centro poblado de Tolotá. El 19 de marzo con ocasión del día de San José, patrón del pueblo, la fiesta atrae el sector campesino y de los lugares cercanos. En junio, justo para las celebraciones de San Juan y San Pedro, en las tradicionales ferias y fiestas cientos de turistas, propios y extraños, se mezclan par dar vida a cuatro días de inigualable diversión con corrida de toros, bailes, verbenas populares, reinado, danzas, presentaciones públicas y mercados al aire libre.
El 12 de octubre las celebraciones corren por cuenta del Colegio "Inscomercial San José." Aprovechando el puente festivo del día de la raza, los ex-alumnos, alumnos, personal docente y administrativo, coordinan la presentación de comparsas, danzas, canto, etc., así como también una feria científica y artesanal, en actividades que son representadas por alumnos y en menor medida por la ya poco representada fundación "Fundasan," la cual surgiera como respuesta al fracaso del "club Cascadas," antiguo proyecto de los años ochenta para atraer las colonias al imaginario pueblo de cucaña cuyo testimonio bohemio aún se guarda en las construcciones realizadas a orillas de la Cascada de los Caballero.
| Fecha                                          | Nombre                                 |
| ---------------------------------------------- | -------------------------------------- |
| 1 de enero                                     | Día de Año Nuevo                       |
| 7 de enero                                     | Fiesta de Reyes Magos                  |
| 2 de febrero                                   | Fiesta de la Candelaria                |
| 19 de marzo                                    | Día de San José                        |
| 1º Luna llena de primavera                     | Semana Santa                           |
| 15 de mayo                                     | San Isidro Labrador                    |
| Junio - Puente festivo de San Pedro y San Juan | Fiesta folclórica y feria agropecuaria |
| Octubre - Puente festivo del día de la raza    | Festival del retorno                   |
| 8 de diciembre                                 | Noche de las velitas                   |
| 25 de diciembre                                | Navidad                                |
| 30, 31 de diciembre y 7 de enero               | Festival del Verano - Miss Tanga(ita)  |

### Comidas y bebidas
Los platos más comunes son carne oreada, mute, tamales, chorizos, génovas, morcillas, pollo a la plancha, tilapia asada y frita, capón (muchacho relleno), arepas de maíz pelao, molíos de maíz, dulce de arroz y de paila, arroz atollado, sopa de arroz, garbanzos con callo y libro, patacones, plátano asado, yuca chorriada, empanadas de yuca, ají con medallones de cañabrava, palmito, hongos, ponche, guarapo, chicha, carabina, limonada de panela, y el más suave café de la zona. Las hormigas culonas son el plato más exótico y tradicional de todo Santander, lo mismo que el cabro y la pepitoria, los cuales se consumen en época de cuaresma.

### Representaciones folclóricas
San José de Suaita, seguramente por su situación geográfica, tiene una cierta dualidad folclórica entre las tradiciones de Vélez y el Socorro, la primera por tener su cara hacia esta región, y la segunda por ser ésta su dependencia administrativa desde tiempos muy lejanos. De Vélez, la tradición cultural que acompaña a las gentes de San José es un tanto más vívida y expresiva, de allí proviene la tradición de la copla y el baile de las guabinas, en tanto que del Socorro, la tradición es más contemplativa, es el candor de los ritmos como el vals, el pasillo, los bambucos y las guabinas, con letras magistralmente creadas por míticos compositores como es el socorrano José A. Morales, quien nos legó canciones como "pueblito viejo", "Maria Antonia", "campesina santandereana" etc., y que son el telón de fondo para dar la bienvenida y transmitir los mensajes más importantes los días domingo, día de celebraciones eucarísticas y de mercado.

## Fauna y vida salvaje

### Reserva forestal
San José de Suaita se enorgullece de contar con una pequeña reserva forestal de unas 500 ha de extensión, perteneciente al corredor de conservación Guantiva-La Rusia-Iguaque. Aunque casi toda la montaña es un bosque secundario de características premontuno, en ella han permanecido algunas especies de cuya existencia es muy pobre en toda la región como resulta ser el roble o incluso novísimas para la ciencia como resultó ser el árbol de macanillo, al tiempo que fue encontrado fuera de la montaña una especie de arbusto que solo se conoce en la Amazonía conocido con el nombre de "jagüito" (Pachira mutisiana). La importancia de esta reserva radica en ser la principal fuente hidrográfica del centro poblado, de sus aguas, oscurecidas por el tanino de la raíces y la descomposición de las hojas, se alimentan al menos tres acueductos de naturaleza pública 3 pulgadas para 2.000 personas y uno privado construido por la fundación San Cipriano quienes toman 2 pulgadas . Entre los árboles más destacados por su belleza visual, destacan los anacos y los guayacanes de flores amarillas y rosa.

### Registro de nuevas especies vegetales

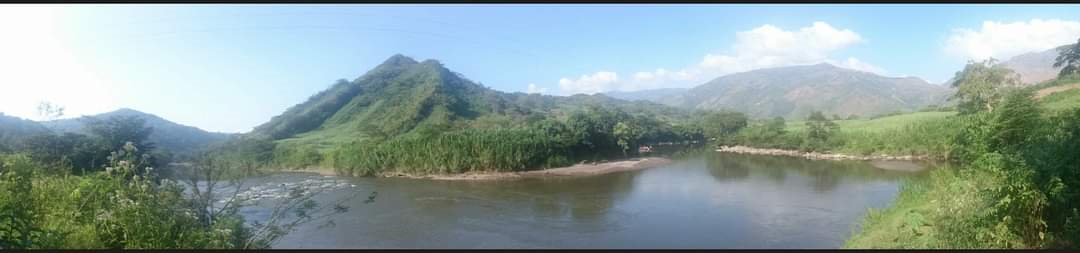
Vista de los alrededores del centro poblado

Debido a su geografía escarpada, caracterizada por formaciones basálticas, se puede encontrar una gran variedad de plantas y en especial orquídeas. Según el trabajo taxonómico de la familia Orchidaceae de San José de Suaita realizado por Janice Esmid Valencia Duarte y Favio González Garavito (Acta Biológica Colombiana, Vol. 9 No. 2, 2004), investigadores de la Universidad Nacional de Colombia, se registraron tres subfamilias, 35 géneros y 91 especies, que representan el 12% de la flora local. Los géneros con mayor número de especies fueron Epidendrum, con quince, Maxillaria con once, Leurothallis con nueve, Dichaea con ocho y Oncidium con cuatro. En estos cinco géneros se reúne más del 50% de las especies de Orchidaceae de San José de Suaita. Cinco especies constituyen registros nuevos para Colombia y una de ellas es nueva para la ciencia. Así mismo, se encuentra que el 75% de las especies son exclusivamente epífitas, el 22% son terrestres y el 23% restante crecen indistintamente como epífitas, terrestres o rupícolas. También se encuentran cinco especies de la familia Araceae: el bore (Xanthosoma sp.), el chonque (Xanthosoma sagittifolium), el chícul (Xanthosoma violaceum), la malanga (Colocasia esculenta) y la papa de indio (Dracontium spruceanum).
De acuerdo con el trabajo de campo adelantado por un grupo de investigadores asociados al Departamento de Biología de la Universidad Nacional de Colombia y liderados por José Luís Fernández-Alonso y Jeroen P. groenendijk, se ha encontrado un tipo de flor no reportada para Colombia conocida con el nombre de Zephyranthes Carinata o vernacularmente llamada por algunos en la región como "flor de Lirio".

### Fauna
Existe una gran variedad de aves, una de las más grande, aparte del Chulo, es el gavilán pollero, el cual comparte su hábitat con azulejos, mirlas, copetones, cabeza de tórtolas, golondrinas, entre otras no muy comunes como el murciélago nectareo anaranjado "Lonchophylla robusta". Se encuentran algunos animales como comadrejas, conejos, ardillas, faras, armadillos, perezoso, y oso hormiguero en número muy pequeño. La serpiente coral y la talla X son dos de las más venenosa, pero su número es escaso. La hormiga es el insecto más numeroso junto a la mosca común y el zancudo, y algunos hemo-parásitos como el mismís y la garrapata que atacan al ganado vacuno principalmente. También existen ejemplares de metamasius hemipterus. Según estudio realizado por C. Medellín y otros en géneros de mantodea del Boletín de Historia Natural U. Caldas, se encuentra insectos como acanthops y stagmomantis. No encontrándose grandes ríos en la zona, la sardina y el cabezón son los principales peces que se hallan en la región, un gran misterio evolutivo si se tiene que existen bancos de peces en quebradas de cuya altura es imposible superar.

## Geología

### Estratigrafía
La estratigrafía de la región, según la literatura disponible, corresponde al Barremiano-Albiano inferior (Kbal), el cual se ubica dentro del periodo Cretáceo inferior. Esta unidad se conforma de calizas, areniscas y lodolitas, encontrándose en el cauce del río Suárez y representadas por las sedimentaciones de la formación "Paja" y "Tablazo".
La Formación "Tablazo" se encuentra en contactos concordantes con la infrayacente Formación Paja y la suprayacente Formación "Simití". Esta última formación se data en el Albiano superior-Cenomaniano (Kalc) y consta de shales grises a negros, carbonosos, levemente calcáreos, con concreciones calcáreas hasta de 3 m y con intercalaciones de areniscas y calizas grises, localmente arcillosas y fosilíferas, en capas delgadas. Las condiciones paleoambientales fueron neríticas de aguas intermedias a profundas. Su espesor varía entre 250 y 650 m.
Ulloa y Rodríguez (1979), citan a la región como sujeto de la formación "Areniscas de Chiquinquirá", esta se habría formado en Turoniano-Maastrichtiano (Kcom) y consta de estratos arenosos y lutíticos expuestos en la sección de la carretera Sutamarchán- Chiquinquirá, Boyacá. Esta unidad corresponde a la nomenclatura del área de Chiquinquirá y aflora en Santander en el área de Guadalupe, y conforma parcialmente el núcleo del sinclinal Suaita-Chima.

### Tectónica
El nororiente de los Andes, lugar donde se ubica el departamento de Santander, es un territorio geológicamente complejo y tectónicamente dinámico; su conformación está relacionada con la interacción de las placas tectónicas Nazca, Caribe y  Suramérica, conociéndose a al punto como "bloque Andes del Norte" o "bloque Norandinolo". San José de Suaita se halla sobre la provincia tectónica llamada "Cordillera Oriental" la cual se caracteriza por pliegues anticlinales y sinclinales amplios, limitados por fallas inversas y de cabalgamiento, de direcciones NE y NW, con inclinación predominante hacia el oriente. El territorio limita al occidente con la falla geológica del "río Suárez" y por el oriente con la sinclinal "Suaita - Chima"

### Geología económica
Se desconocen yacimientos importantes de cualquier tipo, lo más cercano a esta región son los yacimientos de arcillas y caolín (arcilla Blanca) al sur-oriente del municipio de Suaita y en el municipio de Oiba; Uranio en Contratación; plomo, zinc y cobre en la Aguada. En la actualidad la empresa brasileña VOTORANTIM METAIS COLOMBIA S.A. explora 1877 hectáreas entre los municipios de Suaita y Gambita y 1990 hectáreas entre los municipios de Suaita y Oiba en búsqueda de cobre. También explora 786 hectáreas entre los municipio de Suaita y Charalá y, 1461 ha en búsqueda de níquel entre los municipios de Suaita (1760 ha), San Benito y  Guadalupe.

### Geología ambiental
Los procesos geomorfológicos naturales unidos a la acción poco racional desarrollada directa o indirectamente por el hombre, han causado un desequilibrio y deterioro del ambiente en zonas muy próximas a San José de Suaita. En Suaita, en la zona conocida como la quinta se presentó un deslizamiento importante de tierra en 1989. Cerca al puente Mamaruca, en el municipio de San Benito, se presentó un deslave de tierra muy serio en 1999 asociado a la deforestación. Son críticas las quemas que se presenta en el municipio de Guacamayas, desprovisto ya de vegetación.
Aparte de unas cuantas rocas que caen a la carretera debido a la inclinación de la cuchilla de la meseta y la que se presenta en la finca "el Caimo", aunque debe decirse que una de estas acabó con un hospital fácilmente catalogado hoy en día como de segundo nivel, el resto son incidentes menores. No hay reportes de vientos huracanados, inundaciones, avenidas torrenciales, tempestades, erosión indiferenciada, o reptación y solifluxión
En el registro histórico de la sismicidad de Santander recopilado por Ramírez (1975), se encuentra que en San José de Suaita se han presentado sismos de magnitudes considerables, con magnitud entre 4 y 5 en la escala de Richter.

## Clima
Es aún prematuro hablar de clima en San José de Suaita, con todo, apenas se tiene registro de los eventos climáticos desde 1958. Tomando en cuenta que para medir el clima en una zona dada es necesario obtener un registro de eventos en un rango de tiempo mínimo de un siglo, estos 48 años de registros no son lo suficiente representativos, y a ello habría que sumarle las complicaciones burocráticas, las cuales han impedido registros constantes. Hoy se sabe que la estación más antigua fue cerrada y las otras dos son ahora candidatas para ser desmanteladas.
En vista de estas circunstancias lo mejor es echar mano de las diversas clasificaciones, los promedios disponibles y algunos eventos (tiempo) de alta recordación, en este sentido tenemos que el clima de San José de Suaita es:

### Clasificación según parámetros climáticos
- Mesotérmico o de montaña: se clasifica así en relación a la altitud, por estar sobre los 1.000 msnm
- Intertropical: es cálido, las temperaturas fluctúan poco durante el año. Con o sin período(s) de sequía.
- Según clasificación tabla Köppen: Af - Ecuatorial
- Tipo de clima: clima tropical
- Clasificación climática: templado húmedo

### Promedios Ideam 1961-1990
- Temperatura máxima media multianual: 24 a 32 °C
- Temperatura mínima media multianual: 12 a 16 °C
- Temperatura media multianual: 20 a 24 °C
- Radiación solar diaria: 400 cal/cm²/día - 450 cal/cm²/día
- Velocidad multianual del viento: m/s - m/s
- Humedad relativa media anual: % - %
- Confort térmico: agradable 7,0 - 11,0
- Precipitación media anual: 3.000 a 5.000 mm
- Comportamiento histórico de la precipitación anual: 2500 a 3000 mm
- Evaporación promedio anual: 1.100 a 1.300 mm
- Evapotranspiración media anual: 1 a 1.200
- Índice de humedad en el suelo: mm - mm calculado según:[(A*EXC - B*DEF)/ETP]
- Índice de aridez: 2,4 ET/PREC - 2,8 ET/PREC
- Brillo solar multianual: 1700 h/año a 2.100 h/año
- Longitud del período de crecimiento de un cultivo: 32 ET/ETP - 36 ET/ETP
- Número de días con lluvia: 200 - 250

### Eventos excepcionales
- 1959 - Verano caluroso. El más impresionante verano de todo el siglo XX. La fábrica de San José de Suaita y el pueblo debió traer agua desde Vado Real y del Río Suárez.
- 1985 - Verano caluroso, canícula (Caída de Arenas volcánicas de más 2 mm -14 de noviembre de 1985). Erupción del nevado del Ruiz.
- 1992 - Verano caluroso, canícula y fuerte sequía (Fenómeno del Niño).
- 1995 - Baja radiación solar. Año de elevada producción agrícola.
- 2004 - Baja radiación solar. Año de elevada producción agrícola.
- 2007 - Baja radiación solar y excesiva lluvia. Este año, contrario a lo acostumbrado, llovió todo el mes de diciembre y parte de enero del 2008; época que se suponía era de verano.
- 2010 - Baja radiación solar y excesiva lluvia. Este año será recordado como el más lluvioso del siglo XXI. La carretera San José de Suaita - Suaita, en proyecto de pavimentación, fue casi intransitable.

### Registro de estaciones meteorológicas de la región
| Nombre             | Estación | Corriente  | Latitud | Longitud | Elevación | Tipo | Instalación | Suspensión |
| ------------------ | -------- | ---------- | ------- | -------- | --------- | ---- | ----------- | ---------- |
| San José de Suaita | 2401507  | Suárez     | 6°10'N  | 73°28'W  | 1500 msnm | CO   | 01/01/1933  | 01/03/1941 |
| Hda. San Pedro     | 2401077  | Suárez     | 6°7'N   | 73°27'W  | 1400 msnm | PM   | 01/11/1979  | -          |
| Pamplonilla        | 2401079  | Lenguaruco | 6°5'N   | 73°23'W  | 2000 msnm | PM   | 01/09/1980  | -          |
| Lenguaruco         | 2401076  | Lenguaruco | 6°6'N   | 73°26'W  | 1617 msnm | PM   | 01/03/1958  | -          |
| Olival             | 2401065  | Tolotá     | 6°8'N   | 73°20'W  | 1502 msnm | PM   | 01/11/1973  | -          |

### Libros y artículos
- Pierre Raymond, Mucha tela que cortar. Saga de una fábrica textil y la pugna de las familias Caballero y López por su control, Editorial Planeta, Bogotá, 2008. ISBN 978-958-42-1984-8.

- Raymond, Pierre, La epopeya de la Fábrica de Hilados y Tejidos de San José de Suaita, en Boletín Cultural y Bibliográfico, Nº 71-72, 2006, Banco de la República, Bogotá.

- Murillo, J., et al. 2002. La Flora de San José de Suaita. En Rangel. O., J. Aguirre & G. Andrade (eds.). Libro de resúmenes Octavo Congreso Latinoamericano y Segundo Colombiano de Botánica. Instituto de Ciencias Naturales, Universidad Nacional de Colombia. Bogotá. Pag. 359. ISBN 958-701-214-3.

- Raymond, Pierre y Bayona, Beatriz, 1982 [1987]. Vida y muerte del algodón y los tejidos santandereanos. Pontificia Universidad Javeriana, Bogotá (edición corregida y ampliada, Ecoe, Bogotá).

- Dávila L. De Guevara, Carlos (comp), Empresas y empresarios en la Historia de Colombia. Siglos XIX- XX. Una colección de estudios recientes. Bogotá, Editorial Norma, Ediciones Uniades y Facultad de Administración de la Universidad de los Andes, 2003, 1358 p. Colección Vitral). 2 Tomos. Historias de empresas. Pierre Raymond, "De la utopía a la agonía: historia del fracaso de una inversión industrial pionera en Santander (1907-1980)". ISBN 978-958-04-7162-2.
- Raymond, Pierre, De historias y técnicas del pan de azúcar, en Cuadernos de Desarrollo Rural, Nº 50, 2003, Pontificia Universidad Javeriana, Bogotá.

### Videos
- Flora y fauna de San José de Suaita. Video "Universidad Nacional de Colombia". Unimedios. 2000
- Fábricas de San José de Suaita. Video "Museo del Algodón y Fábricas de San José de Suaita". 2006